# Rafael Ángel Troyo
Rafael Ángel Troyo Pacheco (Cartago, 18 de junio de 1870 - 4 de mayo de 1910) fue un novelista, cuentista, poeta y músico costarricense. Se le considera uno de los introductores del modernismo en el país, y una de las figuras más excelsas de la cultura costarricense y cartaginesa surgida durante finales del siglo XIX e inicios del siglo XX.

## Biografía
Nació en Cartago en 1870, siendo el tercer hijo de José Ramón Troyo y Dolores Pacheco Ugalde. Se casó con Lidia Jurado Acosta en 1903, con la que procreó tres hijos. Realizó sus estudios de primaria y secundaria en el Colegio San Luis Gonzaga de su ciudad natal. De acomodada posición social, viajó a los Estados Unidos para estudiar ciencias económicas, luego de lo cual pasó a Europa. Gastó su fortuna entre la vida bohemia y los artistas amigos. Instalado en Cartago, fue dueño de un rico chalet construido por el arquitecto ecléctico italiano Francisco Tenca y decorado por Paolo Serra, donde recibía políticos, artistas, músicos y bohemios, entre ellos Rubén Darío y José Santos Chocano.
Fue editor de la revista Pinceladas junto al escritor guatemalteco Máximo Soto Hall. Otras publicaciones periódicas que dirigió fueron La selva, La musa americana y Revista nueva.
Falleció trágicamente a los 39 años durante el terremoto de Cartago de 1910, al caerle una viga de madera de la Iglesia de María Auxiliadora, a donde había entrado para escuchar un coro de niños huérfanos. Sus restos se encuentran en un mausoleo en el Cementerio General de Cartago.

## Obra
Rafael Ángel Troyo fue un poeta romántico, acogido a la tendencia cosmopolita del modernismo, en contraposición a la tradición nacionalista de la Costa Rica de su época, pero en boga por todo el continente americano dada la influencia de Rubén Darío. Los trabajos que publicó:
- Terracotas, cuentos breves (1900).
- Ortos, estado del alma (1903).
- Poemas del alma (1906).
- Topacios, cuentos y fantasías (1907).
- Corazón joven, novela psicológica (novela, 1904).

Entre sus obras inéditas, figuran Christian (poema en prosa); Diario de mi juventud; El libro de la vida (novela); La ermita del ensueño (poesía lírica); Los príncipes del arte (semblanzas); Manojos de seda (poesía lírica). En el ámbito musical, compuso piezas como Mi Princesita, Día de Bodas, Marcha Triunfal y Los Cascabeles.